# Macintosh Application Environment
Das Macintosh Application Environment (MAE) war ein Programmpaket, welches 1994 von Apple Computer, Inc. herausgebracht wurde, um auf ausgewählten Unix-Rechnern Macintosh-Programme laufen zu lassen.
MAE verwendete Unix mit X Window System in der Version X11 R5, um einen vollständig simulierten Macintosh-Rechner mit 68k-Prozessor (genauer: Motorola 68LC040) zur Ausführung von Mac-OS-Programmen zur Verfügung zu stellen. Version 2.0 beruhte auf System 7.1, die letzte Version, MAE 3.0, war kompatibel zu System 7.5.3. Der Emulator lief in einem einzigen X11-Fenster, d. h., es gab keine Möglichkeit, einzelne Mac-OS-Fenster in einzelnen X11-Fenstern darzustellen („seamless“).
Zum Datenaustausch zwischen Emulator (MAE) und Wirts-System standen (virtuelles) Netzwerk, gemeinsam genutzte Dateisysteme und die Zwischenablage zur Auswahl. Druckerausgabe (auf Postscript-Drucker), Tonausgabe und Grafikausgabe über Quicktime wurden unterstützt. Der Zugriff auf Disketten und CD-ROMs war vom emulierten Mac OS aus möglich.
Laut „MAE 3.0 White Paper“ verwendet der zugrundeliegende 68k-Emulator dynamische Kompilierung.
Am 14. Mai 1998 wurde das Produkt eingestellt, als ein eigenes Unix-basiertes Betriebssystem bei Apple absehbar wurde.

## System-Voraussetzungen
MAE 3.0 benötigte entweder:
- Sun SPARCstation mit Solaris 2.4 oder neuer oder
- HP 9000 Series 700 workstation mit HP-UX 9.0.x oder 10.x oder neuer